# Кріс Тведт
Кріс Тведт (норв. Chris Tvedt 3 серпня 1954 року, Берген, Норвегія) — норвезький письменник та адвокат. Автор детективних та молодіжних романів.

## Біографія
Кріс Тведт народився в місті Берген, де в Бергенському університеті вивчав право та літературознавство. Від 1988 року працював як адвокат та в 2005 році дебютував з романом Обґрунтовані сумніви ((норв.) Rimelig tvil). Цей роман став першим із циклу про адвоката Мікаеля Бренне. Пізніше він створив цикл про Едварда Матре та кілька молодіжних романів. В 2010 році отримав норвезьку премію за найкращий детективний літературний твір Премію Рівертона. 
Його твори перекладені датською, німецькою, голландською та іншими мовами. Українські переклади почали виходити у 2012 році у видавництві Нора-Друк в серії Морок за авторством  Наталії Іваничук.

### Цикл про Мікаеля Бренне
- Обґрунтований сумнів / Rimelig tvil (2005)
- Небезпека рецидиву / Fare for gjentakelse (2007)
- Причина підозри / Skjellig grunn til mistanke (2008)
- Мисливець на пацюків / Rottejegeren  (2009)
- Коло смерті / Dødens sirkel (2010)
- Той, хто вбиває / Den som forvolder en annens død  (2016)
- За браком доказів / Bevisets stilling  (2018)
- Пом`якшувальні обставини / Formildende omstendigheter (2019)

### Цикл про Едварда Матре
- Av jord er du kommet 2012)
- Den blinde guden  (2013) в співавторстві з Елізабет Ґульбрандсен
- Djevelens barn  (2014) в співавторстві з Елізабет Ґульбрандсен

### ТрилогіяДикі Зірки
- Demonenes sang - молодіжний роман (2016)
- Kongenes bok - молодіжний роман (2017)

### Інші твори
- Bergen - фотомистецтво (2012) в якості співавтора та ілюстратора
- Skrift i regn - збірник статей (2015)
- Den siste historien - детективний роман (2015)

## Переклади українською
- Коло смерті. Роман / Кріс Тведт ; пер. з норвезької Наталії Іваничук. – Київ : Нора-Друк, 2012. – 344 с.— серія «Морок».  ISBN 978-966-2961-94-2. Тверда обкладинка
- Небезпека рецидиву. Роман / Кріс Тведт ; пер. з норвезької Наталії Іваничук. – Київ : Нора-Друк, 2015. – 294 с.— серія «Морок».  ISBN 978-966-8659-65-2.Тверда обкладинка
- Той, хто вбиває. Роман / Кріс Тведт ; пер. з норвезької Наталії Іваничук. — Київ : Нора-Друк, 2017. — 384 с. — серія «Морок». ISBN 978-966-8659-96-6. Тверда обкладинка
- За браком доказів. Роман / Кріс Тведт ; пер. з норвезької Наталії Іваничук. — Київ : Нора-Друк, 2020. — 368 с. — серія «Морок». ISBN 978-966-688-046-1. Тверда обкладинка
- Пом’якшувальні обставини. Роман / Кріс Тведт ; пер. з норвезької Наталії Іваничук. — Київ : Нора-Друк, 2022. — 400 с. — серія «Морок». ISBN 978-966-688-079-9. Тверда обкладинка.
- Диявол у деталях. Роман / Кріс Тведт ; пер. з норвезької Наталії Іваничук. — Київ : Нора-Друк, 2023. — 336 с. — серія «Морок». ISBN 978-966-688-115-4. Тверда обкладинка.
- Обґрунтований сумнів. Роман / Кріс Тведт ; пер. з норвезької Наталії Іваничук. — Київ : Нора-Друк, 2024. — 374 с. — серія «Морок». ISBN 978-966-688-151-2. Тверда обкладинка.